# Chowdalli, Mundgod
Chowdalli là một làng thuộc tehsil Mundgod, huyện Uttara Kannada, bang Karnataka, Ấn Độ.